# Лестер-сквер (станція метро)
51°30′41″ пн. ш. 0°07′41″ зх. д. / 51.511389° пн. ш. 0.128056° зх. д.
Лестер-сквер (англ. Leicester Square) — станція Лондонського метро, обслуговує лінії Північну та Пікаділлі. Розташована у 1-й тарифній зоні, Чайна-таун Вест-Енд, Лондон, на Північній лінії між метростанціями Чарінг-кросс та Тоттенгем-корт-роуд, на Пікаділлі — між Пікаділлі-серкус та Ковент-гарден. Пасажирообіг на 2017 рік — 36.73 млн осіб

## Історія
- 15. грудня 1906 — відкриття станції у складі Great Northern, Piccadilly and Brompton Railway (сьогоденна лінія Пікаділлі)[3]
- 22. червня 1907 — відкриття платформ Charing Cross, Euston and Hampstead Railway (сьогоденна Північна лінія)

## Пересадки
На автобуси London Buses маршрутів: 14, 19, 24, 29, 38, 176 та нічних маршрутів: N5, N20, N29, N38, N47, N279

## Послуги
| Попередня станція | Лінія | Лінія                             | Лінія | Наступна станція    |
| ----------------- | ----- | --------------------------------- | ----- | ------------------- |
| Чарінг-кросс      |       | Лондонське метро Центральна лінія |       | Тоттенгем-корт-роуд |
| Пікаділлі-серкус  |       | Лондонське метро Лінія Пікаділлі  |       | Ковент-гарден       |